# Etilenglikol
Etilenglikol (IUPAC ime: etan-1,2-diol) je organska spojina s formulo   (CH2OH)2. Uporablja se predvsem kot surovina za proizvodnjo poliesterskih vlaken in plastenk  (PET) in sredstvo proti zmrzovanju, na primer v hladilnih tekočinah za avtomobile. Je strupena brezbarvna viskozna tekočina sladkega okusa. Z njim se najpogosteje zastrupijo male živali, ki ližejo hladilno tekočino, izteklo iz vozil.

## Proizvodnja

### Industrijska proizvodnja
Etilenglikol se proizvaja iz etilena (etena, CH2=CH2) preko vmesnega produkta etilen oksida (CH2-O-CH2). V kemijski reakciji etilen oksida z vodo nastane etilenglikol:
CH2-O-CH2 + H2O → HO–CH2CH2–OH
Reakcijo katalizirajo kisline ali baze, poteka pa tudi pri nevtralnem pH pri povišanih temperaturah. Najvišji izkoristki (okoli 90%) se dosežejo  pri  kislem ali nevtralnem pH in velikem prebitku vode. Glavni stranski produkti so oligomeri dietilenglikol, trietilenglikol in tetraetilenglikol. Ločitev oligomerov in vode od glavnega proizvoda je energijsko zahteven postopek. Letna proizvodnja etilenglikola je okoli 6,7 milijona ton.
Večjo selektivnost se doseže s Shellovim OMEGA postopkom, v katerem se etilen oksid najprej z ogljikovim dioksidom (CO2) pretvori  v etilen karbonat. Slednji se nato v drugem koraku hidrolizira z bazičnim katalizatorjem v 98 % monoetilenglikol.  Ogljikov dioksid, ki nastaja kot stranski produkt,  se vrača v proizvodni proces. Del primarnega ogljikovega dioksida prihaja iz proizvodnje etilen oksida, v kateri del etilena popolnoma oksidira.
V državah z velikimi rezervami premoga in manj strogo okoljsko regulativo  se etilen glikol proizvaja iz ogljikovega monoksida (CO).  Obetajoč pristop kaže oksidstivna karbonilacija metanola v etilenglikol. V etilenglikol se lahko z visokimi izkoristki (94,7%) pretvori tudi dimetil oksalat s hidrogeniranjem z bakrovim katalizatorjem:
Metanol se reciklira, torej se porabljajo samo ogljikov monoksid, vodik in kisik. Tovarna s proizvodnjo 200.000 ton etilenglikola letno je v Notranji Mongoliji. Druga tovarna s kapaciteto 250.000 ton letno je v kitajski provinci Henan. Na Kitajskem se je leta 2015 načrtovala gradnja še 17 podobnih tovarn.

### Biološki procesi
Gosenica velikega voščenega molja (Galleria mellonella) ima v črevesni flori mikroorganizme, ki razgradijo polietilen (PE) v etilenglikol.
Molekule etilenglikola so opazili tudi v vesolju.

### Zgodovinski postopki
Po večini virov je etilenglikol prvi sintetiziral francoski kemik Charles-Adolphe Wurtz (1817–1884) leta 1856. V prvem koraku je etilen jodid (C2H4I2) obdelal s strebrovim acetatom (CH3-COOAg) in nastali diacetat hidroliziral s kalijevim hidroksidom.  Wurtz je nastali produkt imenoval  "glikol", ker je imel lastnosti etanola in glicerola (s tremi hidroksilnimi skupinami). Leta 1859 je pripravil etilenglikol s hidriranjem etilenoksida. Zdi se, da pred prvo svetovno vojno ni bilo industrijske proizvodnje ali uporabe etilen glikola, ko so v Nemčiji razvili njegovo sintezo iz etilen diklorida, pa se je začel uporabljati v industriji eksplozivov kot nadomestek za glicerol.
V Združenih državah Amerike se je začela leta 1917 polindustrijska proizvodnja etilenglikola iz etilenklorhidrina. Industrijska proizvodnja se je začela leta 1925 v Južnem Charlestonu v Zahodni Virginiji (Carbide and Carbon Chemicals Co., zdaj Union Carbide Corp.).  Do leta 1929 so skoraj ves etilenglikol porabili proizvajalci dinamita. Leta 1937 je stekla proizvodnja po tako imenovanem Lefortovem postopku, v katerem se etilen v plinski fazi oksidira v etilen oksid. Union Carbide je obdržal monopol nad tem postopkom do leta 1953.

## Uporaba
Večina etilenglikola se porabi v antifrizih in hladilnih tekočinah, odpornih proti  zmrzovanju (50%), in kot surovina za  proizvodnjo poliestrov, na primer polietilen tereftalata (PET) (40%).

### Hladilno sredstvo in sredstvo za prenos toplote
Več kot polovica etilenglikola se porabi kot medij za prenos toplote, na primer v avtomobilih za hlajenje motorja in vodno hlajenih računalnikih. V vodnih raztopinah se pogosto uporablja v klimatskih sistemih z zunanjimi hladilniki in sistemih, ki morajo delovati pod zmrziščem vode. V geotermalnih ogrevalnih/hladilnih sistemih je etilenglikol medij, ki prenaša toploto iz geotermalnega vira (jezero, ocean, vodnjak…) do toplotne črpalke ali obratno, če gre za hlajenje. 
Specifična toplota čistega etilenglikola je približo pol manjša od specifične toplote vode, zato so manjše tudi  specifične toplote njegovih vodnih raztopin. Zmes glikola in vode v razmerju 1:1 ima specifično toploto približno 3140 J/(kg•°C), se pravi tri četrtine specifične toplote vode. Pretok hladilne tekočine mora biti zato temu primerno večji. 

### Antifriz
Čisti etilenglikol zmrzne pri približno −12 °C, v mešanicah z vodo pa pri nižjih temperaturah. Zmes 60% etilenglikola in 40% vode zmrzne pri −45 °C. Podobno se obnaša tudi dietilenglikol. Znižanje zmrzišča zelo razredčenih raztopin se lahko razloži s koligativnimi lastnostmi raztopin, v zelo koncentriranih raztopinah, kakršni so je antifrizi, pa se odstopanje od idealno raztopine lahko razloži z vplivom  medmolekularnih sil.
Mešalna razmerja so odvisna od tega, ali se uporablja etilenglikol ali propilenglikol. Za etilenglikol sta tipični mešalni razmerji 30/70 in 35/65, za propilenglikol pa  35/65 and 40/60. Pomembno je da tekočina ne zmrzne niti pri najnižji delovni temperaturi.
Zaradi pojava znižanja tališča se etilenglikol uporablja tudi  kot sredstvo za odmrzovanje na primer avtomobilskih in letalskih stekel in v sredstvih za preprečevanja kristalizacije vode v bioloških tkivih in organih.  
Razen tega, da etilenglikol znižuje tališče vodnih raztopin, tudi zvišuje njihova vrelišča. Tempereturno delovno območje raztopin je zato večje od delovnega območja vode. Vzrok za oba pojava je znižanje parnega tlaka vode, ki je značilno za večino binarnih raztopin.

### Predhodnik polimerov
V industriji plastike je etilenglikol pomemben predhodnik poliestrskih vlaken in smol. Polietilentereftalat se uporablja za plastenke za brezalkoholne pijače.

### Druga raba

#### Sušilno sredstvo
V industriji naravnega plina se etilenglikol v približno enakih količinah kot  trietilenglikol (TEG) uporablja za odstranjevanje vlage iz naravnega plina pred nadaljnjim procesiranjem.

#### Inhibitor hidriranja
Etilenglikol se v dolgih večstopenjskih  plinovodih naravnega plina uporablja kot inhibitor tvorbe hidratov. Med končnim čiščenjem  naravnega plina se etilenglikol  izloči  in se po odstranitvi vode in anorganskih soli ponovno uporabi.
Vlaga se iz naravnega plina odstranjuje tako, da v izpiralnem stolpu od zgoraj navzdol  vbrizgava etilenglikol,  od spodaj navzgor pa vpihava vlažen naravni plin. Iz vrha stolpa izhaja brezvodni plin. Etilenglikol se regenerira in vrača v proces. 
Razen za odstranjevanje vlage se etilenglikol uporablja tudi za znižanje temperature, pri kateri nastajajo hidrati. Čistost etilenglikola za zniževanje temperature tvorbe hidratov je običajno okoli 80%, medtem ko je čistost za odstranjevanje vode običajno 95 do več kot 99%. Hitrost vbrizgavanja etilenglikola za znižanje temperature   nastajanja hidratov je mnogo nižja od hitrosti vbrizgavanja v stolpih za odstranjevanje vlage.

#### Nišne aplikacije
Manjše količine  etilenglikola se porabijo v industriji kondenzatorjev, za sintezo 1,4-dioksana,  kot dodatek za preprečevanje korozije v tekočinskih hladilnih sistemih osebnih računalnikov in v lečah katodnih cevi televizijskih aparatov z zadnjo projekcijo. Uporablja se tudi v proizvodnji nekaterih cepiv, v cepivih samih pa ga ni. V majhnih količinah je v pastah za čevlje (1-2 %) in nekaterih črnilih in barvilih. Nekaj se ga porabi tudi za preventivno ali kurativno zaščito lesa pred gnitjem in trohnenjem, predvsem muzejskih predmetov in celo lesenih čolnov, ker je relativno poceni. V manjših koncentracijah je v čistilih za stekla, katerih glavna sestavina je izopropil alkohol. Etilenglikol se običajno uporablja kot konzervans za biološka vzorce, zlasti v srednjih šolah med seciranjem, ker je varnejši  od formaldehida. Uporablja se tudi kot sestavina hidravličnih tekočin na vodni osnovi, namenjenih za nadzor podvodne opreme za proizvodnjo nafte in plina.
V organskih sintezah se uporablja kot zaščitna skupina za karbonilne spojine (aldehidi, ketoni).
Silicijev dioksid reagira v vročen refluksu v dušikovi atmosferi z etilenglikolom in bazo alkalijske kovine in tvori zelo reaktivne pentakoordinirane silikate, ki omogočajo sintezo različnih novih silicijevih spojin. Silikati so praktično netopni v vseh polarnih topilih, razen v metanolu.

## Kemijske reakcije
Etilenglikol se uporablja kot zaščitna skupina za karbonilne skupine v organskih sintezah. Obdelava ketonov ali aldehidov z etilenglikolom v prisotnosti kislega katalizatorja (npr.  p-toluenesulfonska kislina, BF3•Et2O) daje odovarjajoči 1,3-dioksalan, ki je odporen na baze in druge nukleofile.  1,3-dioksalansko skupino se zato zlahka odstrani z naknadno kislo hidrolizo. V prikazanem primeru je bil  izoforon zaščiten z etilenglikolom s p-toluensulfonsko kislino z zmernim izkoristkom. Voda se je odstranjevala za azeotropsko destilacijo, da bi se ravnotežje pomaknilo v desno.

## Strupenost
Etilenglikol je zelo strupen ob zaužitju. Za človeka je oralni LDLo = 786 mg / kg. Nevaren je predvsem zaradi sladkega okusa, ki privlači otroke in živali. Po zaužitju se oksidira v glikolsko kislino, ta pa v oksalno kislino,  ki je strupena. Kislina in njeni stranski produkti najprej napadejo centralni živčni sistem, zatem srce in nazadnje ledvice. Nezdravljene zastrupitve se lahko končajo s smrtjo.

### Znaki zastrupitve
Znaki zastrupitve so slabost, bruhanje, bolečine v trebuhu, tetanija (hipokalcemija) in, hiperpnea (težka metabolična acidoza). Do smrti pride običajno zaradi zastoja dihanja ali kardiocirkulacijske odpovedi. Če zastrupljenec preživi začetno fazo, pride do akutne ledvične insuficience z vsemi mogočimi zapleti. 

### Prva pomoč
Bruhanja se ne sme izzivati! Zastrupljenec mora spiti nekaj kozarcev vode. Če pride do spontanega bruhanja, mora zastrupljenec izprati usta z vodo ter popiti 1-2 decilitra vode. Zastrupljenec mora takoj popiti 1,5 do 2 decilitra močne alkoholne pijače, na primer žganja, ter poiskati zdravniško pomoč. Če pot do zdravnika traja dlje časa, mora zastrupljenec vsake pol ure popiti še 0,1 decilitra alkoholne pijače.

### Varni nadomestki za etilen glikol
Na tržišču so dostopni antifrizi za avtomobile, ki namesto etilenglikola vsebujejo propilenglikol. Na splošno veljajo za bolj varne, ker propilen glikol ni tako okusen  in se v telesu pretvori v mlečno kislino, ki je normalen produkt metabolizma.
Avstralija, Združeno kraljestvo in nekaj ameriških zveznih držav je leta 2012 zahtevalo, sa se antifrizu doda snov z grenkim okusom (denatonijev benzoat). Decembra 2012 so proizvajalci antifriza v ZDA začeli prostovoljno dodajati denatonijev benzoat v vse antifrize, ki se prodajajo na ameriškem trgu.

## Vpliv na okolje
Etilenglikol je kemikalija, ki se proizvaja v zelo velikih količinah. Na zraku se razgradi v 10 dneh, v vodi in zemlji pa v nekaj tednih. V naravo pride s škropljenjem produktov, ki vsebujejo etilenglikol. To se dogaja predvsem na letališčih, kjer se uporablja za odstranjevanje ledu z letal. Majhni  odmerki etilenglikola tudi v daljšem času niso strupene, so veliki odmerki (≥ 1000 mg/kg na dan) teratogeni. 
Pri miših in podganah se pri vseh oblikah vnosa etilenglikola pojavijo okvare okostja in spačenost.

## Opomba
1. ↑   Čisti propilen glikol nima grenkega okusa. Pogosto je uporablja kot aditiv v prehranskih proizvodih, na primer v zamrzovanju peciv in za povečanje skladiščne trajnosti stepene smetane. Industrijski propilenglikol je zaradi nečistoč običajno rahlo grenkega ali kiselkastega okusa. V Merckovem Indexu niti etilenglikol[24]  niti propilenglikol[25] nista opisana kot grenka.